# Bud Greenspan
Pour les articles homonymes, voir Greenspan.
Jonah J. "Bud" Greenspan est un réalisateur américain. 

## Filmographie
Comme réalisateur
- 1968 : Jesse Owens Returns to Berlin
- 1971 : The Glory of Their Times
- 1976 : The Olympiad
- 1977 : Wilma
- 1979 : Sports in America
- 1981-1985 : The Heisman Trophy Award Show
- 1984 : 16 Days of Glory
- 1984 : America at the Olympics
- 1987 : For the Honor of Our Country
- 1988 : An Olympic Dream
- 1988 : The Golden Age of Sport
- 1992 : Mark Spitz
- 1996 : 100 Years of Olympic Glory
- 1996 : America's Greatest Olympians
- 1966 : Real Athletes/Real History: History of African-Americans at the Olympics
- 1998 : 1998 Winter Olympics
- 1998 : Ageless Heroes
- 2000 : Favorite Stories of Olympic Glory
- 2000 : Kings of the Ring: Four Legends of Heavyweight Boxing
- 2001 : Sydney 2000: Gold from Down Under
- 2002 : The 1972 Munich Olympic Games: Bud Greenspan Remembers
- 2002 : Bud Greenspan Presents Michelle Kwan
- 2002 : Bud Greenspan's Stories of Winter Olympic Glory
- 2003 : Salt Lake 2002: Bud Greenspan's Stories of Olympic Glory
- 2005 : Whirlaway!
- 2005 : Athens 2004: Stories of Olympic Glory
- 2007 : Torino 2006 Olympics (2007)
- 2009 : Beijing 2008 America's Olympic Glory
- 2009 : A Time for Champions
- 2011 : Bud Greenspan Presents: Vancouver 2010 Stories of Olympic Glory